# Follikel
Follikel er navnet på cellerne, der omringer en kvindes æg under modningen (i follikelfasen – ca. de første 14 dage i menstruationscyklussen). I dette tidsrum fungerer folliklen som en slags "hjælpeceller", der hjælper med at modne ægget. 
En follikel producerer det kvindelige kønshormon østrogen, der vha. positiv feedback – omkring 14.-dagen – får mængden af hormonet LH til at stige drastisk, hvilket medfører ægløsningen. Dette betyder, at ægget frigives fra folliklen og føres ud i æggelederen – og dermed er ægget klart til at blive befrugtet.
Når ægløsningen har fundet sted, træder kvinden ind i lutealfasen, der er de sidste ca. 14 dage af menstruationscyklussen. Folliklen ændres da til "det gule legeme" ((latin): corpus luteum).
| Anatomi | Spire Denne artikel om anatomi er en spire som bør udbygges. Du er velkommen til at hjælpe Wikipedia ved at udvide den. |